# Sideroxylon persimile
Sideroxylon persimile là một loài thực vật có hoa trong họ Hồng xiêm. Loài này được (Hemsl.) T.D.Penn. miêu tả khoa học đầu tiên năm 1990.

## Hình ảnh

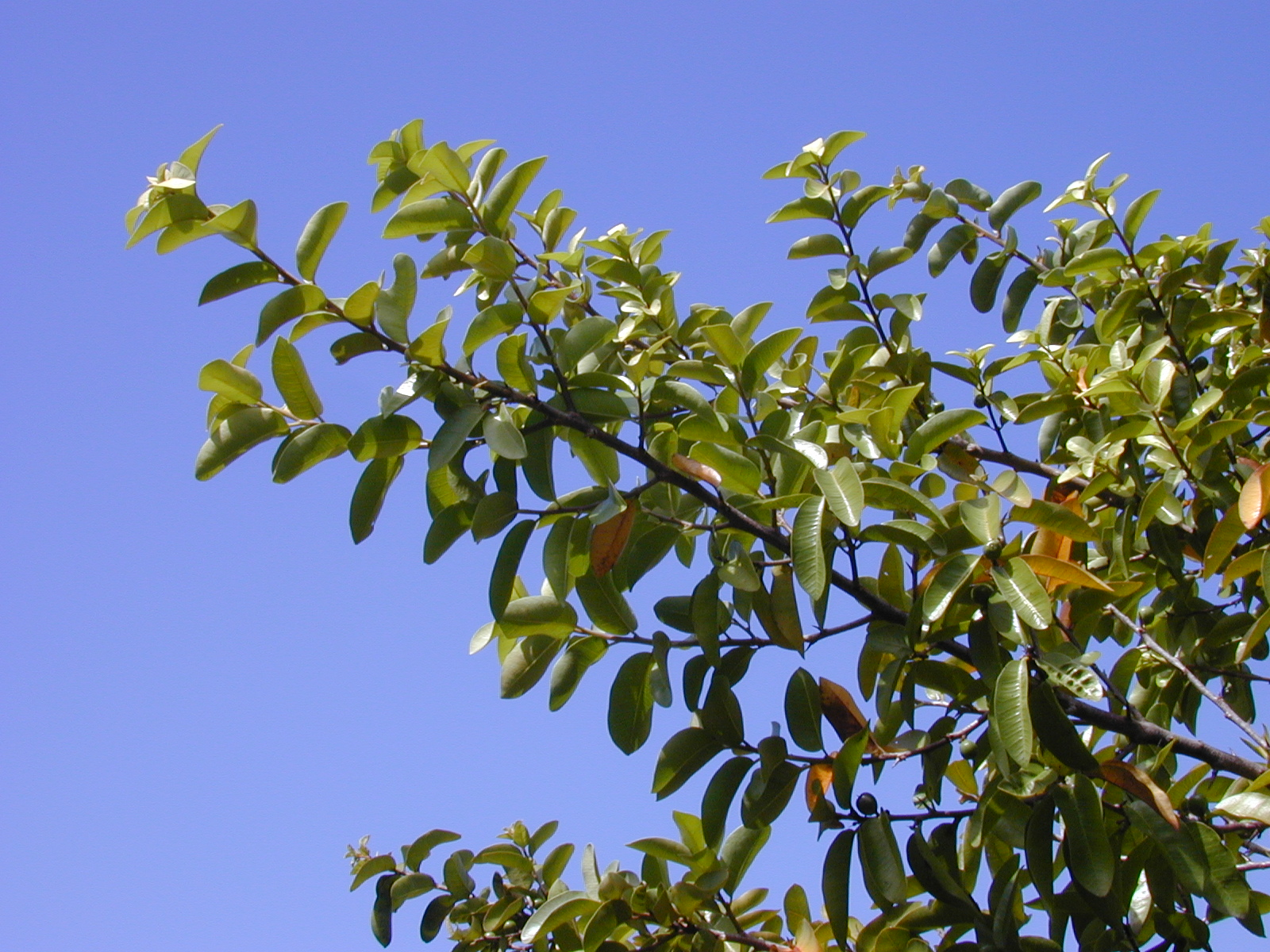
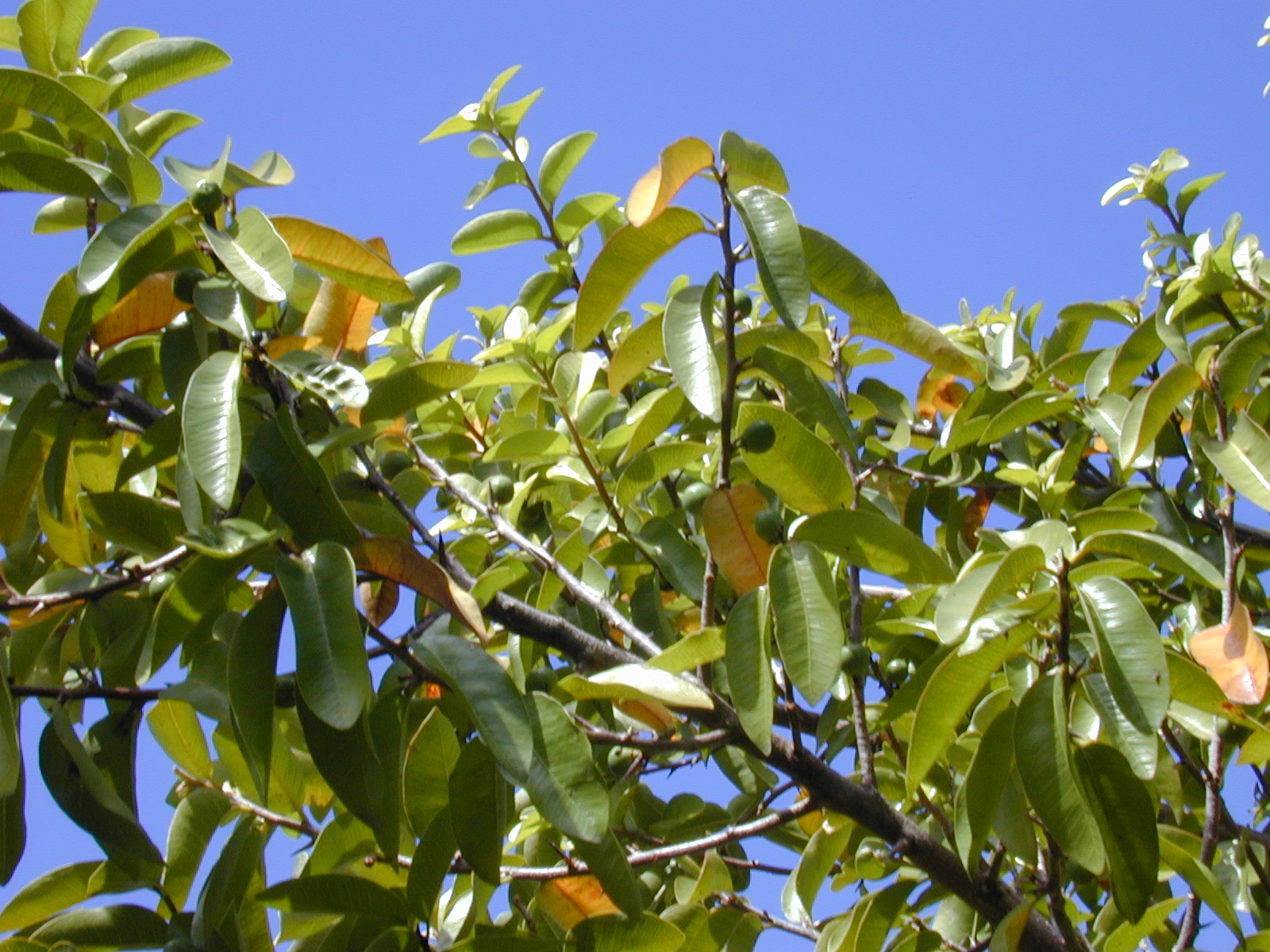
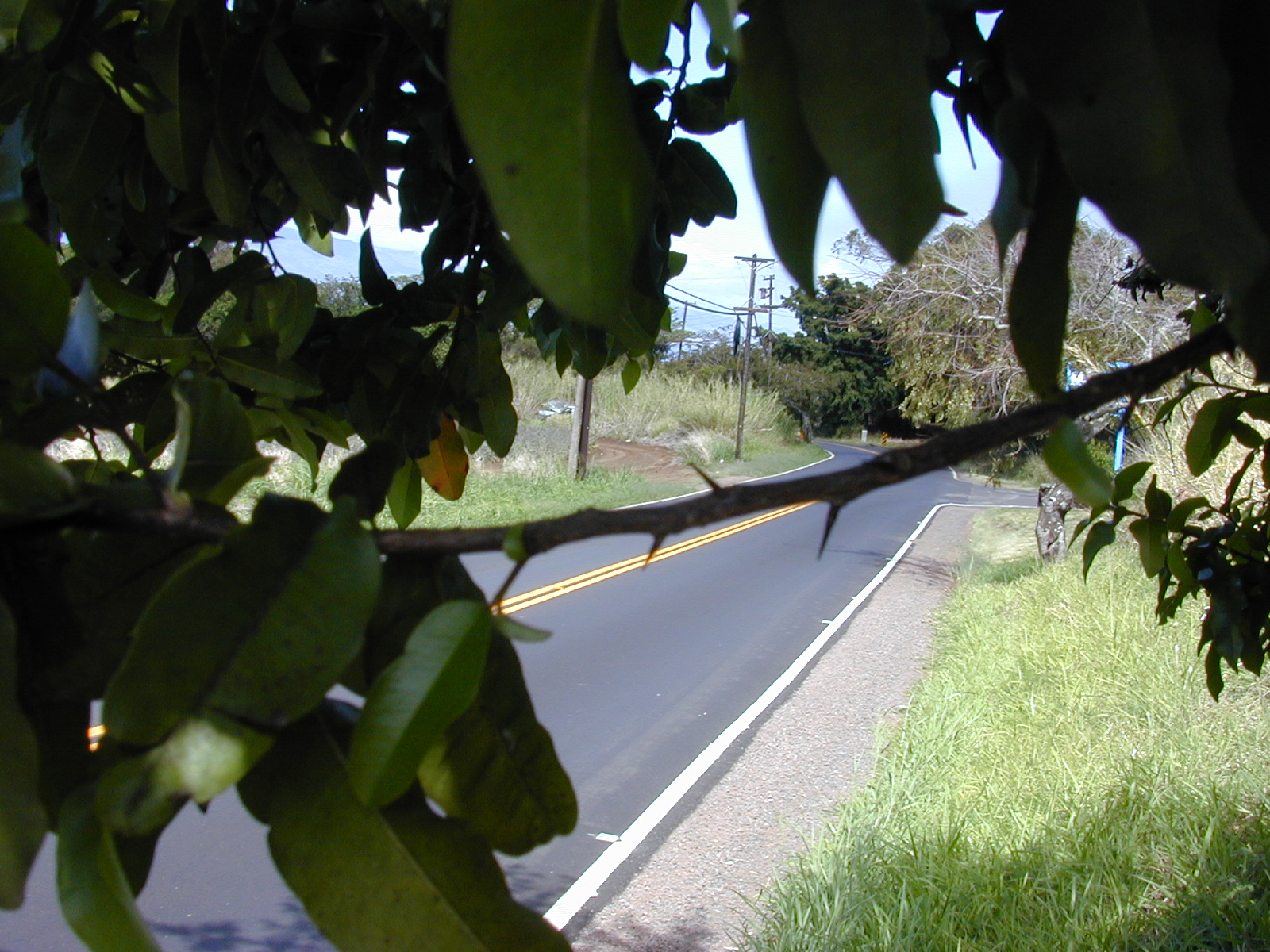
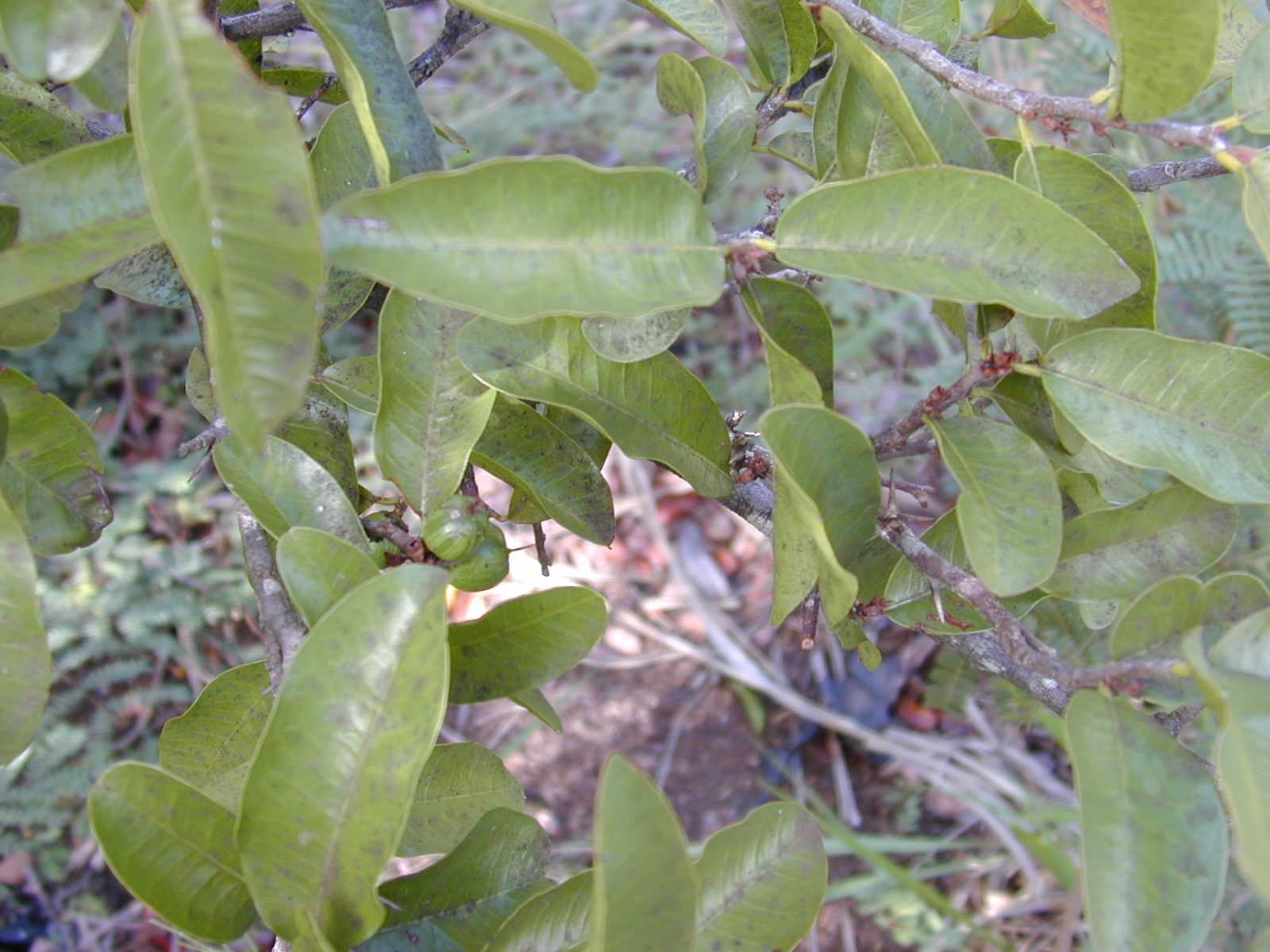